# Björn Monnberg
Björn Monnberg (* 7. Februar 1971 in Helsinki) ist ein ehemaliger finnischer Handballspieler. Der Rechtsaußen gilt als einer der besten Spieler der finnischen Handballgeschichte und ist noch heute Rekordnationalspieler des Landes. In den Jahren 2003 und 2004 wurde er in Finnland zum Handballspieler des Jahres gewählt.
Mit dem Verein Dicken aus Helsinki gewann er 1993 die finnische Meisterschaft. 1997 wechselte Monnberg als Handballprofi nach Deutschland zur HSG Wetzlar, wo er insgesamt acht Jahre spielte. Dort bestritt er über 250 Pflichtspiele (davon 229 Bundesliga-Spiele) und erzielte mehr als tausend Tore (davon 821 in der Bundesliga). Unter anderem erreichte er mit dem Verein 1998 das Finale um den Europapokal der Pokalsieger.
Der Finnlandschwede Monnberg spielte 135 Länderspiele für Finnland, mehr als jeder andere Spieler. Zeitweise als Kapitän der Nationalmannschaft erzielte er insgesamt 566 Tore. Monnberg wurde in den Jahren 2003 und 2004 in das All-Star-Game der Handball-Bundesliga gewählt. Er beendete seine Karriere als Handballspieler im Jahr 2005.
Von 2006 bis 2007 war Monnberg Co-Trainer der finnischen Nationalmannschaft. Heute arbeitet er als Physiotherapeut und Personal Trainer.